# Anokopsis avitoides
Anokopsis avitoides là một loài nhện trong họ Salticidae. Chúng thuộc chi đơn loài Anokopsis, được Bauab & Ilka Maria Fernandes Soares miêu tả năm 1980.